# Matholwch
Matholwch is de koning van Ierland in de tweede tak van de Mabinogion. Hierin trouwt hij met Branwen, de zuster van de Welshe koning Bran. Doch eenmaal terug in Ierland behandelt hij haar slecht uit wraak voor een belediging door Efnisien, ook al is deze reeds gecompenseerd door Bran. Hierop valt haar broer Ierland binnen. Gwern is de zoon van Matholwch en Branwen. Hij wordt bij de kroningsplechtigheden gedood door Efnisien. 
Annwfyn · Arawn · Arthur · Arianrhod · Bran · Branwen · Culhwch · Dôn · Efnisien · Gereint · Llŷr · Macsen Wledic · Manawyddan · Matholwch · Pwyll · Rhiannon